# ロニー・シュワルツ
ロニー・シュワルツ・ニールセン（Ronnie Schwartz Nielsen, 1989年8月29日 - ）は、デンマーク・オールボー出身のプロサッカー選手。ヴェンシュセルFF所属。ポジションは、フォワード。

## 経歴

### デンマーク
地元クラブのオールボーBKで育成され、2006年1月にプロ契約を結んだ。ユース年代から将来を嘱望されていたが、結局オールボーでレギュラーを獲得することは出来ず、契約満了とともにファーストディビジョンに降格したラナースFCに加入した。ラナースではレギュラーを獲得し1年でのスーペルリーガ復帰に貢献した。翌シーズンはエースとしてゴールを量産しチームトップ・リーグ全体で5位となる14ゴールを挙げた。

### ギャンガン
2014年6月、EAギャンガンに移籍。しかしレギュラー争いに苦しみ、デンマークにレンタルで復帰した後、2016年8月に契約満了が発表された。

### ワースラント＝ベフェレン
ギャンガンとの契約満了後、ワースラント＝ベフェレンにフリーで加入。

### サルプスボルグ08
2018年1月22日、ノルウェーのサルプスボルグ08に2年契約で移籍。

### シルケボー
2018年8月30日、シルケボーIFに2年契約で移籍。

### ミッティラン
2020年1月、FCミッティランに2年半契約で移籍。

### チャールトン・アスレティック
2021年1月4日、チャールトン・アスレティックFCに2年半契約で移籍 。